# Claudia Salcedo
Claudia Salcedo Quezada (19 de julio de 1980) es una esquiadora de fondo,biatleta y patinadora chilena. Compitió en los Juegos Olímpicos de Invierno de 2018 en esquí de fondo.

## Biografía
Comenzó en el atletismo cuando estaba en el colegio, siendo campeona nacional escolar en 3.000 metros planos y campeona nacional juvenil en los 5.000 y 1.0000 metros planos.
Estudió Técnico de Finanzas y es sargento del Ejército de Chile. Su interés en el esquí se originó mientras estaba en el Ejército, donde la hicieron probarse en el equipo de esquí. 

## Carrera deportiva
En 2017 participó del mundial de esquí en Finlandia, donde en los 5 kilómetros quedó 30.º con un tiempo de 25′ 16″0.
En 2018 representó a Chile en los Juegos Olímpicos de Invierno en PyeongChang, donde finalizó en el lugar 90 de los 10 kilómetros de esquí de fondo.